# Tatra T2
I tram tipo T2 erano una serie di vetture tranviarie prodotte negli anni cinquanta e sessanta dalla casa cecoslovacca Vagonka Tatra Smíchov, come tram unificato per le reti della Cecoslovacchia. Si ispiravano alle vetture tipo PCC, progettate negli Stati Uniti d'America prima della seconda guerra mondiale.
I T2 costituivano l'evoluzione del precedente modello T1.

## Storia
I primi due prototipi del modello T2 furono costruiti nel 1955 e messi sulla rete di Praga. Le vetture di serie furono costruite dal 1958 al 1962 in 389 unità, e posti in servizio sulle reti di Bratislava, Brno, Košice, Liberec, Most, Olomouc, Ostrava, Plzeň e Ústí nad Labem.
Negli stessi anni, venne anche costruita una serie di 380 esemplari per le reti dell'Unione Sovietica, denominata T2SU. Tali vetture furono utilizzate sulle reti di Kiev, Kujbyšev, Leningrado, Mosca, Rostov sul Don e Sverdlovsk.
Gli ultimi esemplari fecero servizio a Liberec fino al 2006.